# Lorenzo Alexander
Pour les articles homonymes, voir Alexander.
(en) Statistiques sur pro-football-reference
Lorenzo Alexander, né le 31 mai 1983 à Oakland en Californie, est un joueur américain, de football américain ayant évolué au poste de linebacker dans la National Football League (NFL) pendant quinze saisons (2005-2019).
Auparavant, au niveau universitaire, il a joué quatre saisons pour les Golden Bears de la Californie en NCAA Division I FBS.
Non sélectionné lors de la draft 2005 de la NFL, il est néanmoins engagé comme agent libre par les Panthers de la Caroline en 2005 et les Ravens de Baltimore en 2006 sans y jouer de match de saison régulière. Il est récupéré la même année par les Redskins de Washington et joue ses premiers matchs en 2007. Il reste avec Washington jusqu'en 2012, avant de signer en 2013 chez les Cardinals de l'Arizona. Il rejoint ensuite les Raiders d'Oakland en 2015 et joue de 2016 à 2019 pour les Bills de Buffalo.
Il annonce sa retraite sportive au terme de la saison 2019.
Entre 2017 et 2022, il a fait partie du comité exécutif de la National Football League Players Association en compagnie de joueurs tels qu'Adam Vinatieri, Benjamin Watson, Sam Acho, Mark Herzlich, Richard Sherman, Michael Thomas, Thomas Morstead, Russell Okung et Zak DeOssie.

## Biographie

### Carrière universitaire
Étudiant à l'université de Californie à Berkeley, il joue pour les Golden Bears de la Californie en NCAA Division I FBS de 2001 à 2004, avec comme coéquipier notable le quarterback Aaron Rodgers.

### Carrière professionnelle

#### Panthers de la Caroline
Non sélectionné lors de la draft 2005 de la NFL, il signe néanmoins comme agent libre avec les Panthers de la Caroline. Il ne parvient pas à intégrer l'équipe principale des Panthers pour le début de la saison 2005, mais se retrouve dans leur équipe d'entraînement (practice squad). Il tente à nouveau sa chance avec les Panthers la saison suivante, mais est libéré avant le début de la saison régulière.

#### Ravens de Baltimore
Il est engagé dans l'équipe d'entraînement des Ravens de Baltimore le 7 septembre 2006, mais est libéré par l'équipe cinq jours plus tard,.

#### Redskins de Washington
Le 3 octobre, il signe aux Redskins de Washington et passe le restant de la saison dans leur équipe d'entraînement. Il signe un nouveau contrat avec les Redskins en janvier 2007. Il réussit à intégrer l'équipe principale des Redskins pour le début de la saison 2007. Resté sur le banc lors des trois matchs de la saison, il joue son premier match officiel en carrière lors de la 5e semaine contre les Lions de Détroit. Il participe à 13 matchs sur la saison, principalement dans les équipes spéciales et comme tackle défensif remplaçant.
En 2010, il est déplacé au poste de linebacker extérieur par les Redskins qui décident de passer à la défense 3-4 et dispute ses premiers matchs en tant que titulaire de la défense. La saison suivante, il est supplanté par Brian Orakpo et le rookie Ryan Kerrigan, perdant ainsi son rôle de titulaire. En 2012, il passe à la position de linebacker intérieur afin de servir de renfort aux joueurs London Fletcher et Perry Riley. Ses bonnes performances au cours de cette saison lui permettent d'être sélectionné pour le Pro Bowl en tant que joueur des équipes spéciales.

#### Cardinals de l'Arizona
Après sept années chez les Redskins, il signe en 2013 avec les Cardinals de l'Arizona pour trois ans. Désigné titulaire en début de saison, il se blesse toutefois au pied lors en 3e semaine contre les Saints de La Nouvelle-Orléans et manque le reste de la saison.

#### Raiders d'Oakland
Libéré par les Cardinals le 31 août 2015 lors des dernières coupures en vue du début de la saison régulière, il s'engage deux jours plus tard avec l'équipe de sa ville natale, les Raiders d'Oakland.

#### Bills de Buffalo

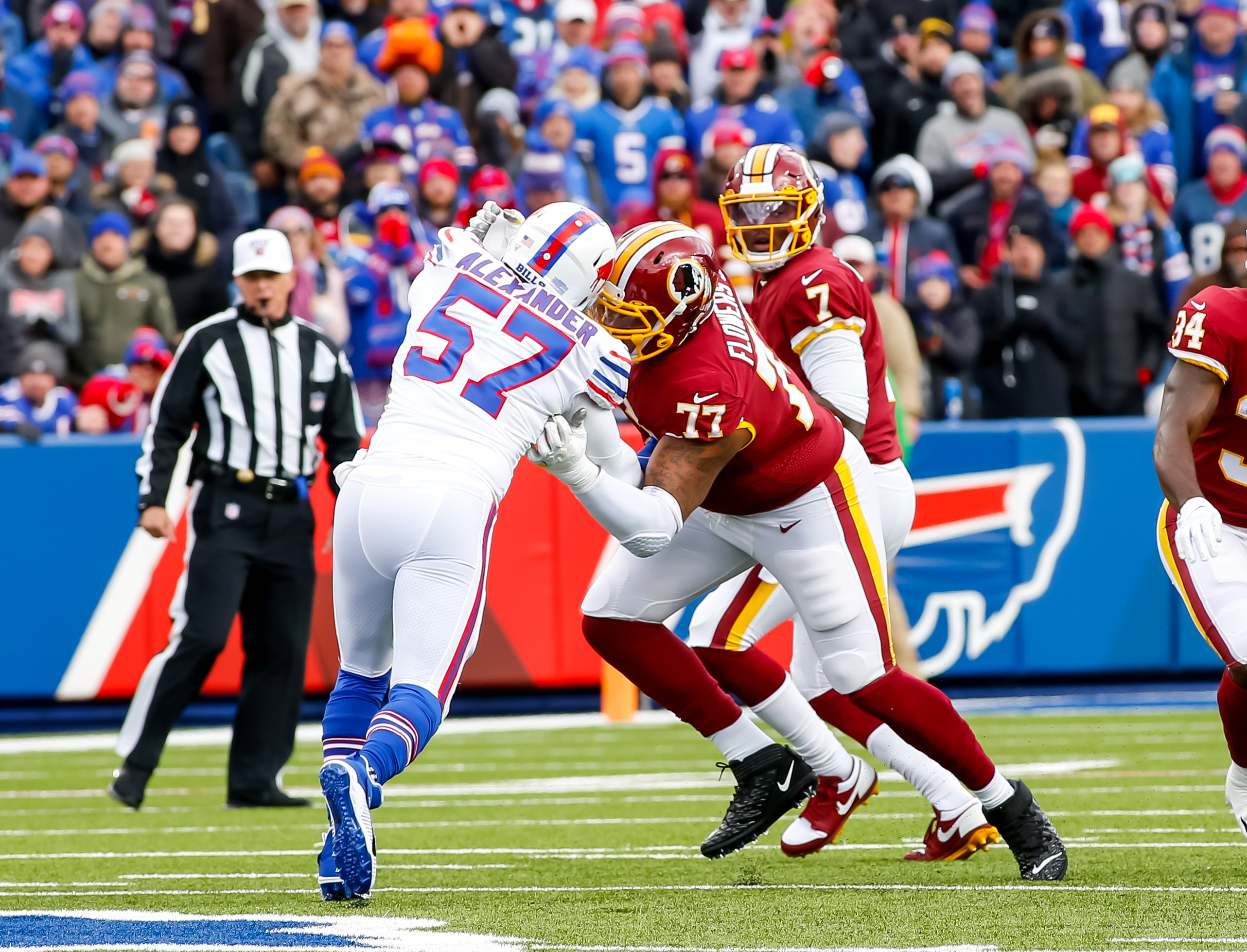
Alexander en 2019 contre les Redskins de Washington.

En 2016, il rejoint les Bills de Buffalo pour un an,. Désigné titulaire en début de saison, il performe avec les Bills et réussit un total de 12 ½ sacks. Il est sélectionné au Pro Bowl pour la deuxième fois de sa carrière et désigné meilleur joueur défensif à l'issue de ce match.
Le 11 mars 2017, Alexander signe une extension de contrat de deux ans pour un montant de 9 millions de $ avec les Bills. Enn seize rencontres, il totalise 73 plaquages, trois sacks force trois fumbles et dévie une passe adverse.
La saison suivante, Alexander, en 16 matchs dont huit en tant que titulaire, termine quatrième de son équipe au nombre de plaquages (74), deuxième au nombre de sacks (6½). Il compte également neuf passes défendues, deux fumbles provoqués et trois interceptions (son record en carrière sur une saison).
Le 16 janvier 2019, Alexander signe une nouvelle extension de contrat d'un an avec les Bills. Il joue les 16 matchs de la saison compilant 55 plaquages, deux sacks, un fumble provoqués et neuf passes déviées.

### Retraite
Il annonce sa retraite sportive le 4 janvier 2020 après 15 saisons dans la NFL.

## Accomplissements
- 2 sélections au Pro Bowl : 2012, 2016 ;
- Sélectionné dans la deuxième équipe All-Pro : 2016 ;
- MVP défensif du Pro Bowl 2017 ;
- Meilleur joueur défensif du mois d'octobre 2016 en AFC.

## Vie privée
Alexandre a été élevé par sa mère et son oncle maternel. Il est marié et père de deux filles et de deux fils. Il a des antécédents familiaux de diabète et est donc porte-parole de l'American Diabetes Association.
Alexandre est chrétien. Il l'est devenu peu de temps après la mort de son coéquipier Sean Taylor. Il a déclaré: « J'étais dans la NFL, je gagnais beaucoup d'argent et je vivais mon rêve, mais en réalité, j'avais un trou dans le cœur et j'aspirais à plus. Donc, avec cette tragédie qui m'a vraiment poussé vers quelque chose dont je n'étais pas vraiment sûr de ce que c’était et le modèle de ces hommes que j'ai mentionnés, mes coéquipiers, mes frères, j’ai vite découvert que c’était le Christ. ».
Lorsqu'il rejoint les Redskins en 2006, Alexander gagne le surnom de « One Man Gang », en raison de sa polyvalence puisqu'il peut jouer à plusieurs postes : offensive guard,  tight end, linebacker, fullback, defensive tackle, defensive end et en équipes spéciales,.
Alexander est copropriétaire et dirige un studio de Pilates à Ashburn, en Virginie, appelé The Studio M.B.S. (Mind, Body, Soul), en compagnie de son ancien coéquipier des Redskins, Kedric Golston (en).